# Попігайська западина
71°39′00″ пн. ш. 111°11′00″ сх. д. / 71.65° пн. ш. 111.18333333333° сх. д.
Кра́тер Попіга́й (Попігайська астроблема) — метеоритний кратер у Сибіру, у басейні річки Попігай, який за розміром поділяє четверте місце у світі з кратером Манікуаган у Канаді.
Діаметр кратера — 100 км, розташований він на півночі Сибіру, частково в Красноярському краї, частково — в Якутії. Територія кратера практично не заселена, найближчий населений пункт — село Хатанга — розташоване приблизно за 400 км на північний захід від центру кратера.

## Утворення кратера
Кратер утворився внаслідок удару астероїда приблизно 36 мільйонів років тому, в кінці еоцену. За часом утворення близький із кількома іншими метеоритними кратерами — Чесапікським кратером, кратером у каньйоні Томса на шельфі Східного узбережжя США і кратером Маунт-Ашмор з полями тектитів на північному сході Північної Америки — що наводить деяких фахівців на думку про їх взаємозв'язок і важке метеоритне бомбардування, яке могло стати однією з причин загального похолодання клімату в олігоцені.

## Історія досліджень
Улоговину кратера було відкрито 1946 року Д. В. Кожевіним, 1970 року було висунуто гіпотезу про її метеоритне походження, засновану на вивченні оголень гірських порід (Строкаті скелі), де на поверхні видно відкладення, піддані ударному плавленню й дробленню. В результаті геологорозвідувальних робіт відкрито родовища алмазів Скельне (140 млрд каратів) й Ударне (7 млрд каратів).
Влітку 2013 року планувалася нова експедиція для вивчення імпактних алмазів Попігайської западини.